# Pericarditis aguda
La pericarditis aguda és una inflamació sobtada i generalment dolorosa del pericardi, caracteritzada per un embassament de líquid i l'acumulació de productes de la sang com fibrina, glòbuls vermells i glòbuls blancs en la cavitat pericardíaca, a més d'un soroll cardíac particular i canvis en la repolarització de l'electrocardiograma. Pot ser recurrent, d'origen infecciós o no, aparèixer de manera aïllada o formar part de les manifestacions d'una malaltia sistèmica. Les pericarditis agudes representen un 5 per cent, aproximadament, de tots els casos de dolor toràcic greu atesos pels serveis d'Urgències mèdiques. Algunes de les possibles complicacions de la pericarditis aguda són el tamponament pericardíac d'origen medicamentós, l'endocarditis infecciosa amb perforació intracardíaca i el desenvolupament d'una pericarditis constrictiva crònica. El risc de recurrència de la malaltia durant els sis mesos posteriors a un primer episodi de pericarditis aguda amb evolució clínica favorable és quasi del 10 per cent. L'ús d'antagonistes dels receptors de la interleucina-1 o d'una combinació de colquicina i anakinra pot reduir el risc de recurrències. S'han descrit diversos casos de tamponament cardíac per pericarditis aguda en individus amb COVID-19 greu i també després de l'administració d'alguna de les vacunes contra aquesta malaltia.

## Etiologia
Les causes més comunes de la pericarditis aguda són:
- Neoplàsies.[20]
- Malalties autoimmunitàries.[21]
- Virus: adenovirus, enterovirus,[22] citomegalovirus, virus de l'hepatitis B, virus d'Epstein-Barr,[23] virus del Zika,[24] virus de l'herpes simple, herpesvirus humà 6,[25] infecció pel virus de la immunodeficiència humana amb complicacions secundàries,[26] infecció pel SARS-CoV-2,[27] entre d'altres.
- Bacteris (que no siguin Mycobacterium tuberculosis).[28]
- Paràsits.[29]
- Urèmia.[30]
- Tuberculosi.[31]
- Origen idiopàtic.[32]

Altres causes menys freqüents inclouen: trauma, complicacions sèptiques de l'acupuntura, erisipela, febre mediterrània familiar, histoplasmosi, brucel·losi, leptospirosi, clostridiosi, infecció per Influenzavirus B, Neisseria meningitidis serotipus Y, Streptococcus pneumoniae, Streptococcus constellatus (un membre comensal de la microbiota bucal), Staphylococcus aureus resistent a la meticil·lina, Burkholderia spp. o Capnocytophaga spp. (uns bacteris del tracte orofaríngic dels mamífers), fàrmacs (anticoagulants, inhibidors de punts de control immunològic, clozapina, penicil·lina, sulfamida, amiodarona, procaïnamida, fenitoïna o fenilbutazona), efecte advers del tractament amb adalimumab per l'artritis psoriàsica, de la infecció pel SARS-CoV-2 amb aspirina i colquicina o amb interferons contra la hepatitis C crònica, reacció indesitjada a l'administració de la vacuna contra la grip o d'alguna de les vacunes contra el SARS-CoV-2, síndrome d'immunodeficiència adquirida, síndrome de diferenciació secundari a quimioteràpia amb àcid tot-transretinoic i triòxid d'arsènic contra la leucèmia promielocítica aguda (un subtipus de leucèmia aguda mieloide), malaltia de Graves-Basedow, infart agut de miocardi, miocarditis, insuficiència suprarenal, dissecció aòrtica, radioteràpia, trasplantament al·logènic de cèl·lules mare hematopoètiques, embolització accidental d'un tros de filtre col·locat a la vena cava inferior en una intervenció prèvia de cirurgia vascular, complicació d'un procediment endoscòpic o d'una angioplàstia coronària percutània, efecte indesitjat de l'ablació quirúrgica mitjançant microones de metàstasis hepàtiques, embòlia pulmonar aguda, perforació esofàgica per ingesta de lleixiu, perforació de la membrana fibroserosa pericàrdica per un cos estrany ingerit, tumor carcinoide pulmonar, mesotelioma maligne primari pericardíac, tumor del sac vitel·lí mediastínic, massa mediastínica originada per una malaltia de Graves amb hiperplàsia tímica, tirotoxicosi, lupus eritematós sistèmic, síndrome de Churg-Strauss (o granulomatosi eosinofílica amb poliangiïtis, un tipus de vasculitis sistèmica necrotitzant), artritis reumatoide, insuficiència renal, ús de cigarretes electròniques, consum de les arrels de Crataegus mexicana o de castanyes bordes, etc. És una de les moltes manifestacions de la síndrome post-COVID. La coexistència d'una pericarditis aguda i un embolisme pulmonar subsegmentari és un fet extremadament inusual. S'ha descrit algun cas singular de pericarditis aguda amb afectació del peritoneu i serositis (inflamació de les membranes seroses) múltiple de característiques semblants a les d'una colecistitis aguda i de colecistitis alitiàsica com a presentació atípica d'una pericarditis aguda vírica.

## Diagnòstic
La diagnosi de la pericarditis aguda es basa en l'examen físic, l'electrocardiograma, la radiografia de tòrax, les anàlisis de sang, la ressonància magnètica cardiovascular i l'ecocardiografia. En alguns casos de pericarditis aguda, els canvis electrocardiogràfics poden ser força atípics. De vegades, la presència d'un aixecament del segment ST es pot confondre amb un signe d'infart miocardíac. El nivell d'elevació de la proteïna C reactiva d'alta sensibilitat i el temps transcorregut fins a seva normalització són bons indicadors pronòstics del risc de recurrència de la malaltia. El diagnòstic diferencial de la pericarditis aguda inclou la malaltia coronària aguda, l'infart de miocardi, la colecistitis, la dissecció aòrtica aguda, l'aleteig auricular, la síndrome de Boerhaave, el pneumotòrax o el pneumomediastí espontani.